# 婺源県
婺源県（ぶげん-けん）は中華人民共和国江西省上饒市に位置する県。江西省の東北部にあり、安徽省・浙江省との境界に位置する。1949年に安徽省より江西省に帰属した。文化・言語面では江西省よりも安徽省の旧徽州地域（現在の黄山市）に近い。

## 行政区画
- 街道:蚺城街道
- 鎮:紫陽鎮、清華鎮、秋口鎮、江湾鎮、思口鎮、賦春鎮、鎮頭鎮、太白鎮、中雲鎮、許村鎮
- 郷:渓頭郷、段莘郷、浙源郷、沱川郷、大鄣山郷、珍珠山郷

## 外部リンク

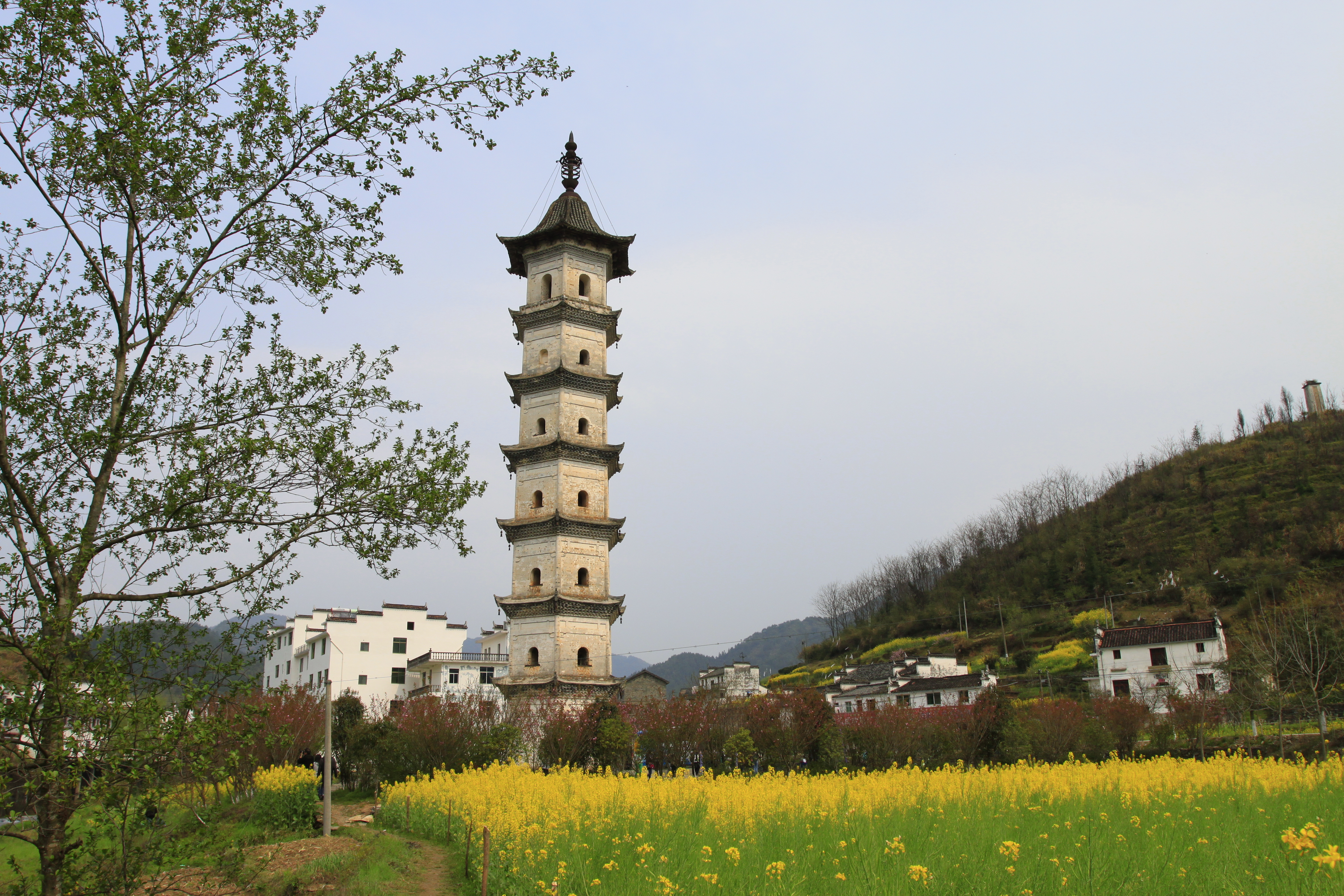
竜天塔

## 交通

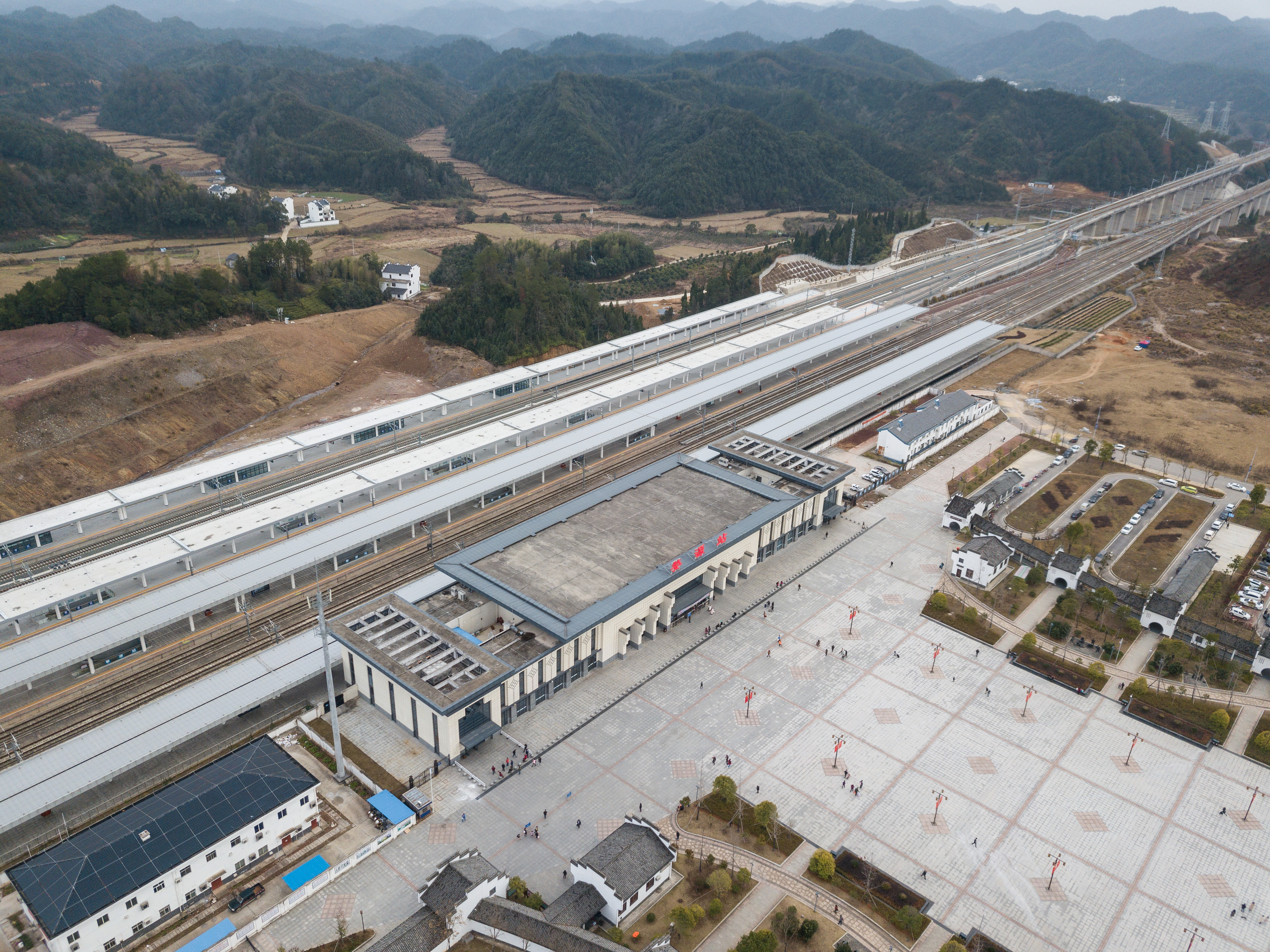
婺源駅の鳥瞰写真

### 鉄道
- 中国国家鉄路集団
  - 合福旅客専用線

（合肥方面）- 婺源駅 -（福州方面）
  - 衢九線（中国語版）

（九江方面）- 賦春駅 - 橋上村駅 - 婺源駅 -（衢州方面）

### 道路
- 高速道路
  - 杭瑞高速道路
  - S26 徳婺高速道路